# 宇美バスストップ
宇美バスストップ（うみバスストップ）は、福岡県糟屋郡宇美町宇美二丁目の九州自動車道上にあるバス停留所である。
かつては北九州市と久留米市・熊本市・長崎市・佐世保市を結ぶ高速バスが停車していたが、2000年代以降、これらの路線が相次いで廃止され、最後まで客扱いを行っていた北九州 - 長崎間の「出島号」も2021年（令和3年）3月31日限りで停車を取り止めたため、現在このバスストップに停車するバスは存在しない。
バス事業者は高速宇美の呼称を使用していた。

## 構造・周辺
宇美町の中心市街地より少し西側の、県道68号線との交点に位置する。周辺は住宅地となっており、JR宇美駅や宇美町役場、宇美八幡宮が当バス停から1km以内にある。

## 停車していた路線
- 北九州 - 佐世保「九十九島号」（西日本鉄道・西肥自動車）2008年5月18日限りで路線廃止
- 北九州 - 久留米（西鉄高速バス）2016年3月31日限りで路線廃止
- 北九州 - 熊本「ぎんなん号」（九州産交バス）2018年11月30日限りで路線廃止
- 北九州 - 長崎「出島号」（長崎県交通局）2021年3月31日限りで当停留所への停車を取りやめ

## 位置情報
- 北緯33度34分01秒 東経130度30分22秒 / 北緯33.56694度 東経130.50611度
- 太宰府［北西］ - 地理院地図
- 糟屋郡宇美町宇美 - Google マップ